# Chris Kositchek
Chris Kositchek is een personage uit de soapserie Days of our Lives. De rol werd van 1977 tot 1987 gespeeld door Josh Taylor. Tien jaar later keerde Taylor terug naar de serie, maar dit keer in de rol van Roman Brady.

## Personagebeschrijving
Chris kwam in 1977 naar Salem om voor Anderson Manufacturing te werken.
In 1987 werd Chris advocaat en verdween plots van het scherm. Het is onbekend of hij nog steeds in Salem woont.